# SC Corinthians Paulista
Sport Club Corinthians Paulista (wym. [isˈpɔʁtʃi ˈklubi kʊˈɾĩtʃɐ̃s pawˈɫistɐ]) – brazylijski klub piłkarski z siedzibą w mieście São Paulo, stolicy stanu São Paulo. Występuje w rozgrywkach Campeonato Brasileiro Série A oraz Campeonato Paulista. Domowe mecze rozgrywa na obiekcie Neo Química Arena.
Jeden z najpopularniejszych brazylijskich klubów piłkarskich.

## Historia

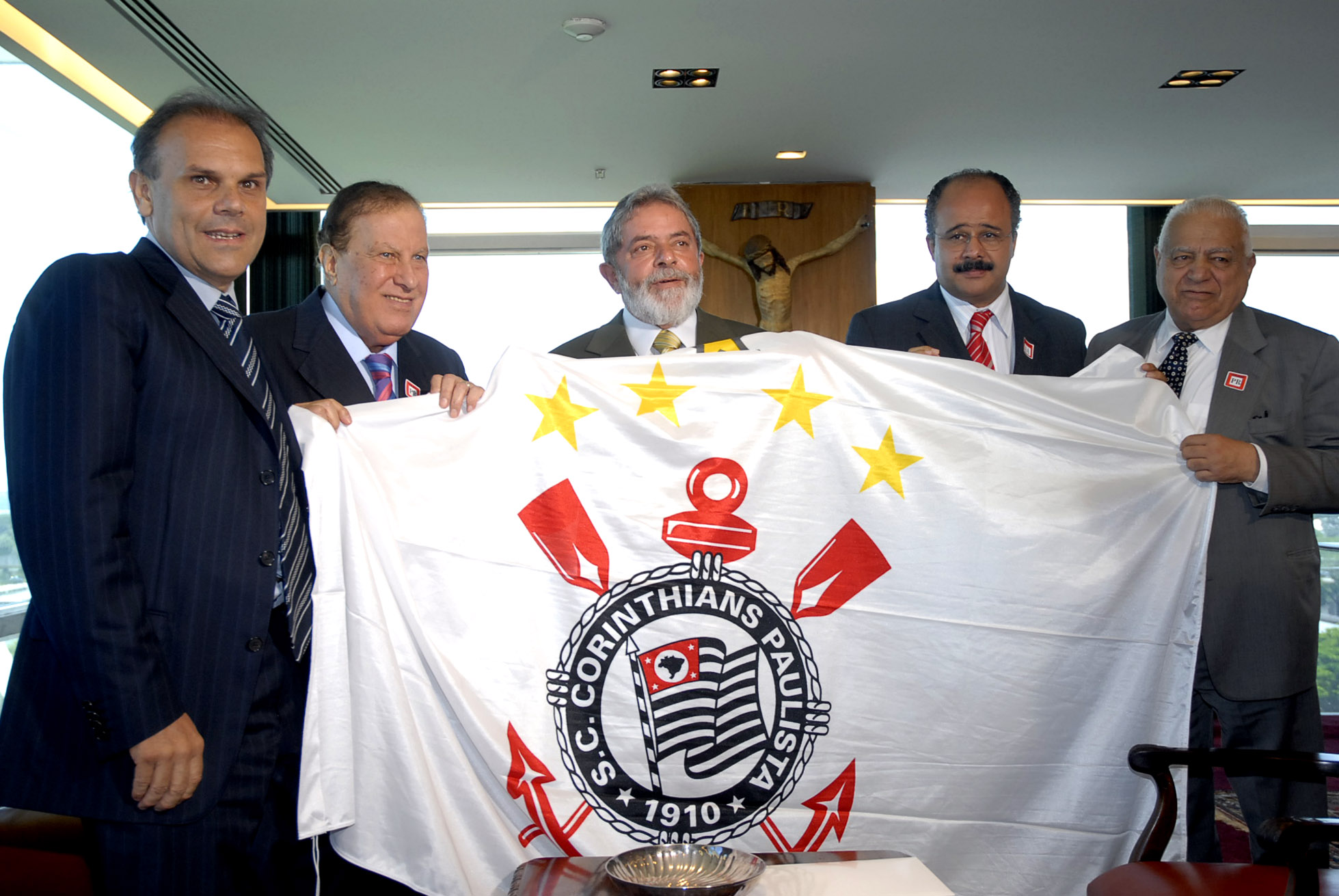
Prezydent Brazylii Luiz Inácio Lula da Silva oraz zarząd Corinthians.

Klub Corinthians założony został 1 września 1910 roku. Dziewięć dni później klub rozegrał swój pierwszy mecz z klubem União da Lapa (porażka 0:1). W 1914 roku Corinthians zdobył swoje pierwsze mistrzostwo stanu, a w 1990 roku – pierwsze mistrzostwo Brazylii. Obecnie klub gra w pierwszej lidze brazylijskiej (Campeonato Brasileiro Série A) i w pierwszej lidze stanowej (Campeonato Paulista). Od samego początku klub był otwarty na wszystkich, bez względu na podziały rasowe i narodowościowe.
16 grudnia 2012 drużyna Corinthians pokonała w finale Klubowych Mistrzostw Świata Chelsea FC 1:0 będąc tym samym pierwszym od 2006 roku zwycięzcą tych rozgrywek z Ameryki Południowej.

## Przydomek
Przydomek klubu, „Timão”, oznacza dosłownie „drużyna”, lecz w terminologii marynarskiej – koło sterowe. W herbie klubu znajdują się także kotwica oraz wiosła symbolizujące sekcję sportów wodnych działającą w klubie. Przydomek pochodzi także od tego, że w 1966 zespół Corinthians, mający w składzie takie tuzy jak Garrincha, Roberto Rivelino czy Ditão, zwyciężył w towarzyskich rozgrywkach Rio-São Paulo Cup oraz Torino Tournament, pokonując drużyny takie jak Inter Mediolan (ówczesna trzecia drużyna Serie A i zwycięzca Pucharu Europy), czy Santos FC Pelégo. Brazylijska prasa ochrzciła więc zespół „Timão” – „Wielka Drużyna”.

## Sukcesy

### Świat
- Klubowe mistrzostwa świata w piłce nożnej (2): 2000, 2012
- Zwycięzca Ramón de Carranza Trophy (1): 1996

### Ameryka Południowa
- Puchar Wyzwolicieli (Copa Libertadores) (1): 2012
- Puchar Atlantycki {Copa do Atlântico} (1): 1956
- Recopa Sudamericana (1): 2013

### Brazylia
- Mistrz Brazylii (Campeonato Brasileiro Série A) (7): 1990, 1998, 1999, 2005, 2011, 2015, 2017
- Puchar Brazylii (Copa do Brasil) (3): 1995, 2002, 2009
- Superpuchar Brazylii (Supercopa do Brasil) (1): 1991
- Mistrz Série B (Campeonato Brasileiro Série B) (1): 2008
- Zdobywca Pucharu Międzystanowego Rio – São Paulo (Torneio Rio – São Paulo) (5): 1950, 1953, 1954, 1966, 2002
- Taça dos Campeões Estaduais Rio-São Paulo (2): 1929, 1941
- Mistrz stanu São Paulo (Campeonato Paulista) (30): 1914, 1916, 1922, 1923, 1924, 1928, 1929, 1930, 1937, 1938, 1939, 1941, 1951, 1952, 1954, 1977, 1979, 1982, 1983, 1988, 1995, 1997, 1999, 2001, 2003, 2009, 2013, 2017, 2018, 2019

## Aktualny skład
Stan na 2 czerwca 2024.
| Nr | Poz. | Piłkarz          |
| -- | ---- | ---------------- |
| 2  | OB   | Matheus França   |
| 3  | OB   | Félix Torres     |
| 4  | OB   | Caetano          |
| 5  | PO   | Fausto Vera      |
| 6  | OB   | Diego Palacios   |
| 7  | PO   | Maycon           |
| 9  | NA   | Yuri Alberto     |
| 11 | NA   | Ángel Romero     |
| 13 | OB   | Gustavo Henrique |
| 14 | PO   | Raniele          |
| 15 | PO   | Paulinho         |
| 15 | NA   | Pedro Henrique   |
| 16 | PO   | Rodrigo Garro    |
| 17 | NA   | Giovane          |
| 19 | NA   | Gustavo Silva    |

| Nr | Poz. | Piłkarz          |
| -- | ---- | ---------------- |
| 20 | NA   | Pedro Raul       |
| 21 | OB   | Matheus Bidu     |
| 22 | BR   | Carlos Miguel    |
| 23 | OB   | Fagner           |
| 25 | OB   | Cacá             |
| 26 | NA   | Biro             |
| 30 | PO   | Matheus Araújo   |
| 32 | BR   | Matheus Donelli  |
| 33 | PO   | Ruan Oliveira    |
| 34 | OB   | Raul Gustavo     |
| 35 | OB   | Léo Mana         |
| 36 | NA   | Wesley           |
| 44 | PO   | Gabriel Moscardo |
| 46 | OB   | Hugo             |
| 77 | PO   | Igor Coronado    |

## Stroje

### Sponsorzy techniczni i główni
| Period    | Sponsor techniczny | Sponsor główny |
| --------- | ------------------ | -------------- |
| 1980-1981 | Topper             | None           |
| 1982      | Topper             | Bom Brill      |
| 1983      | Topper             | Cofap          |
| 1984      | Topper             | Citizen        |
| 1984      | Topper             | Bic            |
| 1984      | Topper             | Corona         |
| 1985-1989 | Topper             | Kalunga        |
| 1990-1994 | Finta              | Kalunga        |
| 1995-1996 | Penalty            | Suvinil        |
| 1996-1998 | Penalty            | Banco Excel    |
| 1998      | Penalty            | Embratel       |
| 1999-2000 | Topper             | Batavo         |
| 2000-2002 | Topper             | Pepsi          |
| 2003-2004 | Nike               | Pepsi          |
| 2005-2007 | Nike               | Samsung        |
| 2008      | Nike               | Medial Saúde   |
| 2009      | Nike               | Batavo         |
| 2010-2012 | Nike               | Hypermarcas    |
| 2012      | Nike               | Iveco          |
| 2012-2017 | Nike               | Caixa          |
| 2019-     | Nike               | Banco BMG      |